# 鈴木康子
鈴木 康子（すずき やすこ、1976年6月29日 - ）は、日本のフリーアナウンサー。

## 来歴
埼玉県大宮市（現・さいたま市）出身。
法政大学社会学部応用経済学科を卒業後、静岡放送 (SBS) にアナウンサーとして入社。
SBSを退社後、2005年にシー・フォルダ所属のフリーアナウンサーとなる。

## 人物
身長158cm。血液型A型。
趣味・特技はオリジナルハーブティー作り、アロマテラピー、テニス、読書、新聞音読、映画・ドラマ鑑賞、料理、散策。ジュニア野菜ソムリエ（日本野菜ソムリエ協会）、プロフェッショナル・インストラクター・オブ・ハーブ（日本ハーブ振興協会）の資格を有する。こどもアナウンス発声協会認定講師。

## 担当番組

### SBSテレビ
- 静岡発そこ知り - リポーター[2]
- スキスキCHECK!（2000年）
- 認定しずおか遺産 お宝発見！東海道（2000年 - 2001年）
- お〜いトムソーヤ（2000年 - 2001年） - キャスター・リポーター[2]
- SBS熱風スタジアム（2001年 - 2002年）
- Soleいいね!（2003年4月 - 2004年9月） - キャスター・リポーター[2]
- とく報!4時ら（2004年10月 - 2005年9月） - キャスター[2]

### SBSラジオ
- 税の相談室 - ナレーター[2]
- 極太ラジオ いきYoh Yoh! - パーソナリティ[2]
- 斉木しげるのカフェ・ド・男爵 - パーソナリティ[2]
- 健康がいっぱい - パーソナリティ[2]

### フリー転向後
- ワールドニュースアワー（2006年、NHK衛星第1テレビ）
- きょうの世界（2006年4月 - 2007年9月28日、NHK衛星第1テレビ）[2]
- アジアクロスロード（2007年1月4日 - 2008年3月28日、NHK衛星第1テレビ） - キャスター[2]
- クイズ アジアクロスロード（2008年1月6日、NHK総合テレビ） - 司会[4]
- 最新版！マンションの選び方（BSジャパン） - リポーター[2]
- ハードナッツ!〜数学girlの恋する事件簿〜（2013年、NHK BSプレミアム） - ニュースキャスター 役[2]

## その他の主な活動
- 国土交通省 ラジオCM（InterFM）[2]